# Manuel de Eguileor
Manuel de Eguileor y Orueta (Bilbao, 1884 - 1970) fue un político español de ideología nacionalista vasca.

## Biografía
Nacido en 1884, Eguileor, que conoció muy joven a Sabino Arana se convirtió en un adlátere de su figura, llegando a clamar el 25 de junio de 1922 en un discurso que Arana (fallecido en 1903) «no ha muerto, ¡es inmortal!». Sostuvo también que Arana había sido el elegido por Dios «para detener a la raza vasca al borde mismo del sepulcro vilipendioso a que le habían conducido su inconsciencia y la dominación extranjera». Estuvo vinculado a la facción radical de la Juventud Vasca de Bilbao.
Integrante junto a Elías Gallastegui, José María Errasti y Ceferino de Jemein del sector nacionalista de los Aberri defensor a ultranza de la cosmovisión sabiniana, enfrentado a la Comunión Nacionalista Vasca de carácter moderado y proclive al pacto con el Gobierno central, fue junto con Ceferino de Jemein el organizador del primer Aberri Eguna. Ingeniero de profesión, fue elegido diputado a Cortes en las elecciones constituyentes de la Segunda República de 1931, por la circunscripción electoral de Vizcaya (capital). Responsable de propaganda del PNV, en 1936, antes del golpe de Estado de julio, trataba de justificar el uso de la «fuerza» y la «liberación sangrienta de la Patria», sin sintonizar con las posiciones autonomistas de líderes jeltzales del momento como José Antonio Aguirre o Manuel Irujo.
Tras el inicio de la Guerra Civil Española se exilió en Gran Bretaña, de donde marchó en 1947 a París y luego a Lapurdi. Enfermo, regresó a España poco antes de morir.
Falleció en 1970.

## Obras
- —— (1936). Nacionalismo vasco.[8]
- —— (1954). Arana-Goiri’tar en la Historia de Euzkadi. (como «Marcos de Urrutia»).[9]